# 白岳峰
白岳峰（백악봉，1987年5月25日—），吉林延边人，朝鲜族，曾用名白磊，中国已退役足球运动员，司职中场，曾长时间效力于中超球队天津泰达。

## 俱乐部生涯
1999年，白磊加盟北京华亚飞鹰足球俱乐部。2001年和万厚良等球员一起到塞尔维亚和黑山学习，并参加当地的低级别联赛。
2005年，由于前两年受伤较多，白磊被家人改名为白岳峰，家人希望通过这种方式让他转转运气。但他联赛的参赛证上的名字还是白磊。当年学成归国的白磊到西安国际试训，但因伤没有通过，后来以20万元的身价加盟升班马厦门蓝狮。在厦门蓝狮队白磊受到主帅高洪波的信任，迅速打上主力并顺利入选国奥队的大名单，成为厦足历史上第一位入选国奥队的球员。2006年9月17日，白磊在和武汉光谷的比赛中打进自己首个中超进球。
2007年，厦门蓝狮队从中超联赛降级并宣布解散，白磊转投中超升班马广州医药。2008年11月23日，白磊打进他加盟广州医药队后的第一个进球，帮助广州队出场4：2击败河南建业。
2010赛季之前，白磊称伤拒绝回到正处于降级风波中的广州队参加季前训练。2010年2月，白磊和弟弟白光（2011赛季后更名白岳轩）一起转会加盟天津泰达。2010年4月14日，他在天津泰达0比2不敌上海申花的比赛中首次代表天津泰达出场。7月18日，他在1比2不敌长春亚泰的比赛收获加盟泰达后的首粒进球。2010赛季白磊出场24次打进1球，帮助天津泰达获得联赛亚军的俱乐部职业史上的最佳成绩。
2011年，天津泰达用回白磊的本名白岳峰为他报名各项比赛。他在足协杯八强赛中打进一球，帮助天津泰达2比0击败上海申花进入半决赛。在足协杯决赛中，白岳峰作为主力球员出场，帮助球队2比1击败山东鲁能泰山，历史上首次获得足协杯冠军。
2023年赛季开始前，白岳峰与球队另一名功勋老将谭望嵩宣布退役。

## 国家队生涯
2010年6月4日，白磊在中国国家队1比0击败法国的世界杯热身赛中首次代表成年国家队出场。